# Аналитическая теория чисел

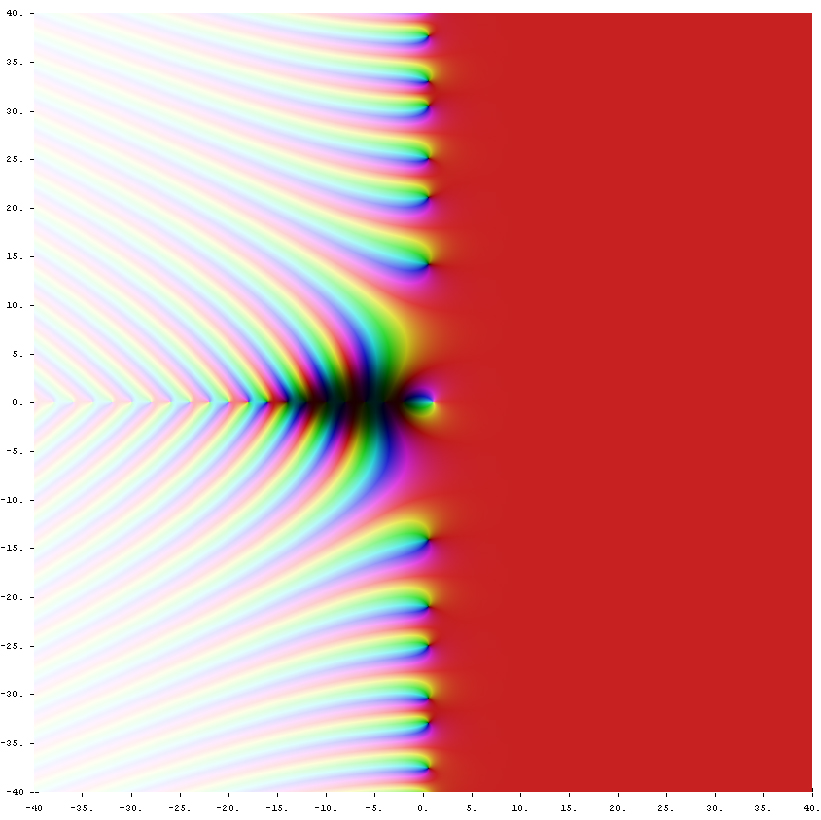
Дзета-функция Римана ζ(s) на комплексной плоскости. Цвет точки s зависит от значения ζ(s): цвета, близкие к черному, соответствуют значениям, близким по модулю к нулю, а тон зависит от аргумента значения.

Аналитическая теория чисел — раздел теории чисел, в котором свойства целых чисел исследуются методами математического анализа. Наиболее известные результаты относятся к исследованию распределения простых чисел и аддитивным проблемам Гольдбаха и Варинга. 
Первым шагом в этом направлении стал метод производящих функций, сформулированный Эйлером. Для определения количества целочисленных неотрицательных решений линейного уравнения вида
{\displaystyle a_{1}x_{1}+...+a_{n}x_{n}=N,}
где {\displaystyle a_{1},...,a_{n}} — натуральные числа, Эйлер построил производящую функцию, которая определяется как произведение сходящихся рядов (при {\displaystyle |z|<1})
{\displaystyle F_{i}(z)=\sum _{k=0}^{\infty }{(z^{a_{i}})^{k}}}
и является суммой членов геометрической прогрессии, при этом
{\displaystyle F(z)=\sum _{N=0}^{\infty }l(N)z^{N},}
где {\displaystyle l(N)} — число решений изучаемого уравнения.
В работе над квадратичным законом взаимности Гаусс рассмотрел конечные суммы вида
{\displaystyle S(a)=\sum _{n=1}^{p}e^{2\pi ian^{2}/p},}
которые положили начало использованию тригонометрических сумм. Основы методов применения тригонометрических сумм к анализу уравнений в целых и простых числах были разработаны Харди, Литтлвудом и Виноградовым.
Работая над доказательством теоремы Евклида о бесконечности простых чисел, Эйлер рассмотрел произведение по всем простым числам и сформулировал тождество:
{\displaystyle \Pi _{p}\left(1-{\frac {1}{p^{s}}}\right)^{-1}=\sum _{n=1}^{\infty }{\frac {1}{n^{s}}}},
которое стало основанием для теорий дзета-функций. Наиболее известной и до сих пор не решённой проблемой аналитической теории чисел является доказательство гипотезы Римана о нулях дзета-функции, утверждающей, что все нетривиальные корни уравнения {\displaystyle \zeta (s)=0} лежат на так называемой критической прямой {\displaystyle \mathrm {Re} \,s={\frac {1}{2}}}, где {\displaystyle \zeta } — дзета-функция Римана.
Для доказательства теоремы о бесконечности простых чисел в общем виде Дирихле использовал произведения по всем простым числам, аналогичные эйлерову произведению, и показал, что
{\displaystyle \Pi _{p}\left(1-{\frac {\chi (p)}{p^{s}}}\right)^{-1}=\sum _{n=1}^{\infty }{\frac {\chi (n)}{n^{s}}}},
при этом функция {\displaystyle \chi (p)}, получившая название характер Дирихле, определена так, что удовлетворяет следующим условиям: она является периодической, вполне мультипликативной и не равна тождественно нулю. Характеры и ряды Дирихле нашли применение и в других разделах математики, в частности в алгебре, топологии и теории функций.
Чебышёв показал, что число простых чисел, не превосходящих {\displaystyle X}, обозначенное как {\displaystyle \pi (X)}, стремится к бесконечности по следующему закону:
{\displaystyle a{\frac {X}{\ln(X)}}<\pi (X)<b{\frac {X}{\ln(X)}}}, где {\displaystyle a>1/2\ln 2} и {\displaystyle b<2\ln 2}.
Другим направлением аналитической теории чисел является применение комплексного анализа в доказательстве теоремы о распределении простых чисел.